# 마이티 (영화)
《마이티》(영어: The Mighty)는 피터 첼섬 감독의 1998년 미국 성장물 버디 코미디 드라마 영화이다. 샤론 스톤, 제나 롤런즈, 질리언 앤더슨, 해리 딘 스탠턴, 키런 컬킨, 제임스 갠돌피니, 엘든 헨슨 등이 출연하였고, 사이먼 필즈 등이 제작에 참여하였다.

## 줄거리
모르키오 증후군(Morquio syndrome) 환자인 12살 케빈은 명민하지만 하지 보조기와 목발 없이는 걷지 못한다. 외조부모와 살며 또래에 비해 지나치게 큰 14살 맥스는 본바탕은 착하지만 학습 부진아로 7학년을 두 번이나 낙제하였다.
케빈이 맥스의 독서 개인 지도를 맡은 일을 계기로 학교에서 외톨이이며 아버지에게서 버림받았다는 공통점이 있는 두 사람은 금세 우정을 쌓는다. 맥스가 케빈을 목말 태우고 돌아다니면서 케빈은 그간 배제됐던 체육 수업에도 처음 참여한다.
어느 날 맥스가 4살 때 맥스 어머니를 교살한 맥스의 아버지 "킬러" 제인이 가석방되어 맥스를 납치하는데...

## 출연
- 엘든 헨슨 - 맥스웰 "맥스" 케인 / 더 마이티 역
- 키런 컬킨 - 케빈 딜런 / 프리크 역
- 샤론 스톤 - 궨 "더 페어 궨 오브 에어" 딜런 역
- 해리 딘 스탠턴 - 수전 "그램" 피너먼, 외할머니 역
- 제나 롤런즈 - 엘턴 "그림" 피너먼, 외할아버지 역
- 제임스 갠돌피니 - 케네스 "케니" 데이비드 케인, "킬러" 케인 역
- 질리언 앤더슨 - 로레타 리 역
- 미트 로프 - 이기 리,  전 조폭 두목 역
- 제니퍼 루이스 - 애디슨 부인 역
- 도브 티펀백 - 도그하우스 보이 1 역

## 기타 제작진
- 공동 제작: 돈 카머디
- 배역: 마리 게일 아츠, 바버라 코언
- 미술: 캐럴라인 해내니아
- 의상: 마리실비 더보

## 우리말 녹음
SBS 성우진 (2004년 12월 4일)
- 이상범 - 맥스(엘든 헨슨)
- 김서영 - 케빈(키런 컬킨)
- 강희선 - 케빈 엄마(샤론 스톤)
- 임수아 - 맥스 외할머니(제나 롤런즈)
- 유민석 - 맥스 외할아버지(해리 딘 스탠턴)
- 강연숙
- 최문자
- 김창주
- 김태웅
- 김혜경
- 김용준
- 전광주